# Cassini (incrociatore)
Il Cassini è stato un incrociatore torpediniere, poi declassato a posamine, della Marine nationale, affondato per urto contro una mina il 28 febbraio 1917. Prendeva il nome dall'astronomo e cartografo francese Jean-Dominique Cassini.

## Storia
ll Cassini fu costruito come incrociatore-torpediniere presso il cantiere navale Forges & Chantiers de la Méditerranée, Graville. L'unità fu impostata nel gennaio 1893, varata il 5 giugno 1894 ed entrò in servizio nel gennaio 1895, in ritardo sui tempi previsti.  Era alimentato da due macchine a quadruplice espansione e da otto caldaie Lagrafel d'Allest che erogavano una potenza di 5.200 CV su due eliche. L'armamento si basava su un cannone da 100 mm, 3 cannoni da 65 mm, 4 cannoni da 47 mm e tre tubi lanciasiluri. La Cassini e le gemelle D'Iberville e Casabianca costituivano la classe D'Iberville.
Durante le prove in mare raggiunse una velocità di 21,37 nodi. Mentre effettuava il test di durata sulle 24 ore la nave colpì un oggetto galleggiante che ruppe una delle pale di un'elica e rese necessarie alcune riparazioni prima che i suoi test finali potessero essere completati. Entrato in servizio il Cassini fu assegnato alla divisione incrociatori della Escadre du Nord nel 1897, di stanza a Cherbourg, insieme a una coppia di incrociatori corazzati, all'incrociatore protetto Friant, l'incrociatore torpediniere Epervier e due cannoniere, rimanendovi anche nel 1898 e nel 1899.
Nel 1899 il Cassini prese parte alle manovre annuali della flotta tenutesi nel luglio e nell'agosto dello stesso anno. Nell'autunno del 1899 entrò in cantiere dove venne rimosso uno dei tubi lanciasiluri, e ritornò in servizio nella Escadre du Nord nel 1900  rimanendovi fino al 1901.
Quell'anno le manovre annuali della flotta furono condotte dal 3 al 28 luglio, e durante le esercitazioni, la Escadre du Nord si diresse a sud per manovre congiunte con la Escadre du Méditerranée. Le navi della Escadre du Nord facevano parte della forza ostile e, mentre entravano nel Mediterraneo dall'Atlantico, rappresentavano uno squadra tedesca che tentava di incontrare i suoi alleati italiani. In agosto e settembre, la Escadre du Nord condusse esercitazioni di assalto anfibio. Il 28 agosto le sue navi scortarono un gruppo di navi trasporto truppe da Brest a La Rochelle. Le navi condussero un bombardamento simulato del porto, neutralizzato le difese costiere e sbarcarono circa 6.000 uomini.
Alla fine del settembre 1901 la Cassini, e altre navi che innalzavano l'insegna del Presidente della Repubblica francese Émile Loubet, erano a Dunkerque, dove i monarchi russi erano in visita ufficiale. Il presidente Lubet e alcuni membri del governo si unirono allo zar Nicola II e alla zarina Alexandra Fiodorovna di Russia che erano rimasti a bordo dello yacht a vapore Standart.
Nel gennaio 1902 prese parte ad esercitazioni con i sottomarini, che si tennero al largo di Cherbourg. Il Cassini e le navi di difesa costiera Bouvines e Amiral Tréhouart furono sottoposte ad un attacco simulato dai sottomarini Morse, Narval, Triton, Espadon e Français. Il Cassini è riuscito a sfuggire all'attacco dal Morse, ma così facendo si avvicinò a Français, e fu giudicato affondato; entrambe le navi di difesa costiera furono anch'esse dichiarate distrutte dai sottomarini.
Durante le manovre della flotta del 1902, iniziate il 7 luglio, la Escadre du Nord tentò di forzare il passaggio attraverso lo Stretto di Gibilterra. La squadra navale non fu in grado di effettuare il passaggio senza che dagli incrociatori della Escadre du Méditerranée lo scoprissero, ma il comandante della Escadre du Nord fu in grado di distanziare i suoi inseguitori abbastanza a lungo da impedire loro di intercettare le sue forze prima della fine delle esercitazioni il 15 luglio. Si svolsero poi ulteriori manovre con la flotta combinata, inclusa una battaglia simulata in cui il Cassini e le altre navi della sua squadra rappresentavano la Mediterranean Fleet britannica; le esercitazioni si conclusero il 5 agosto. La nave faceva ancora parte della Escadre du Nord nel 1903; in quell'anno l'unità fu tenuta in servizio per sei mesi per esercitazioni di addestramento. La Escadre du Nord a quel tempo era composta dalle corazzate Masséna e Bouvet, quattro navi de difesa costiera, dagli incrociatori corazzati Jeanne d'Arc e Marsellaise, dall'incrociatore protetto Guichen e da sei cacciatorpediniere. Il 2 aprile il Cassini e molte altre navi si recarono a Cherbourg, dove accolsero la visita del re Giorgio V di Gran Bretagna giunto a bordo dello yacht reale Victoria and Albert tre giorni dopo.
Dopo un periodo in posizione di riserva, effettuò una missione di soccorso a metà febbraio del 1904 presso la città di Alesund, in Norvegia, vittima di un terribile incendio.
Il Cassini rimase nella Escadre du Nord fino al 1905. Successivamente prese parte alle manovre della flotta nel 1906, iniziate il 6 luglio con la concentrazione delle Escadre du Nord e del Mediterranee ad Algeri nell'Algeria francese. Le manovre furono condotte nel Mediterraneo occidentale, alternando porti del Nord Africa francese a Tolone e a Marsiglia, in Francia, e si conclusero il 4 agosto. Fu presente per le manovre della flotta del 1907, che videro ancora una volta le Escadre du Nord e del Méditerranée unite per operazioni su larga scala tenute al largo delle coste del Marocco francese e nel Mediterraneo occidentale. Le esercitazioni si componevano di due fasi, iniziate il 2 luglio e si conclusero il 20 luglio.
Nel luglio 1908 il Cassini si unì a una squadra navale che includeva la nuova corazzata pre-dreadnought Vérité per un giro del Mar Baltico e una visita in Russia. Il presidente Armand Fallières ' per il viaggio era imbarcato a bordo della Vérité, e il Cassini faceva parte della scorta, che comprendeva anche l'incrociatore corazzato Dupetit-Thouars e i cacciatorpediniere Baliste e Arquebuse. Le navi navigarono a nord fino a Dunkerque, dove Fallières si imbarcò sulla Vérité, e poi proseguirono per il Baltico, fermandosi a Copenaghen, in Danimarca e Stoccolma, Svezia. Da lì, le navi si diressero a Reval, dove lo zar Nicola II di Russia visitò le navi. La squadra tornò a Brest il 6 agosto.
Nell'agosto 1908 ospitò a bordo il ministro della Marina Gaston Thomson, in occasione della Grande Semaine Maritime de Nantes. In quello stesso anno effettuò alcune missioni di pattugliamento le coste del Marocco. Nel 1912 fu convertito in posamine, trasportando 97 di queste armi, ed assegnato alla Escadre du Mediterranee.
Dopo lo scoppio della prima guerra mondiale, nell'agosto 1914 fu assegnato al Groupe de mouilleurs de mines (Gruppo posamine),  insieme al gemello Casabianca e al posamine convertito La Hire. Inizialmente operò con il resto della flotta per la scorta ai convogli di trasporto truppe che trasportavano elementi dell'esercito francese dal Nord Africa francese all'Europa fino al 23 settembre, quando fu distaccata per scortare la corazzata Saint Louis a Port Said, in Egitto. Da allora e fino alla metà del 1915 il Cassini eseguì pattugliamenti nello Stretto di Otranto e al largo dell'isola di Corfù, all'estremità meridionale del Mare Adriatico con il nucleo principale della flotta francese.
Il 28 febbraio 1917, mentre posava mine nello stretto di Bonifacio, colpì una mina lasciata precedentemente dal sottomarino tedesco SM UC 35. Il Cassini affondò rapidamente portando con sé il suo comandante, capitano di fregata Charles François Lacaze, e 106 membri dell'equipaggio. A Bonifacio è visibile una targa commemorativa dedicata alle vittime del Cassini e a quelle della nave da battaglia Danton.
Il relitto del posamine Cassini è stato localizzato ufficialmente nel giugno 2014 a una profondità di 73 m.

### Annotazioni
1. ↑  La nave avrebbe dovuto essere completata nel 1894, ma i ritardi nelle prove in mare con altre navi ritardarono anche le prove del Cassini. Questi ritardi erano in gran parte legati alla natura estensiva delle prove in mare francesi, rispetto a quelle delle marine straniere, e alla recente adozione di nuove caldaie a tubi d'acqua su molte navi francesi, che richiedevano modifiche ai regolamenti dei locali caldaie.

### Fonti
1. 1 2 3 4 5 6  Couhat 1974, p. 192.
2. 1 2 3 4  Gardiner 1979, p. 325.
3. ↑  Weyl, Brassey 1895, p. 25.
4. 1 2  Brassey 1897, p. 57.
5. ↑  Leyland, Brassey 1899, pp. 213-215.
6. ↑  Brassey 1899, p. 71.
7. ↑  Leyland, Brassey 1900, p. 64.
8. ↑  Jordan, Caresse 2017, p. 218.
9. ↑  Leyland, Brassey 1902, pp. 119-125.
10. ↑  Robinson 1902, p. 151.
11. ↑  Leyland, Brassey 1903, pp. 139-152.
12. ↑  Brassey 1903, p. 60.
13. ↑  Garbett 1903, p. 597.
14. ↑  Brassey 1903, p. 42.
15. ↑  Leyland, Brassey 1907, pp. 102-106.
16. ↑  Leyland, Brassey 1907, pp. 64-68.
17. ↑  Jordan, Caresse 2017, p. 231.
18. ↑  Rivista Marittima 1912, p. 83.
19. 1 2  Gardiner, Gray 1985, p. 194.
20. ↑  Jordan, Caresse 2017, pp. 252-253.
21. ↑  La Nuova Sardegna.